# Litòfon

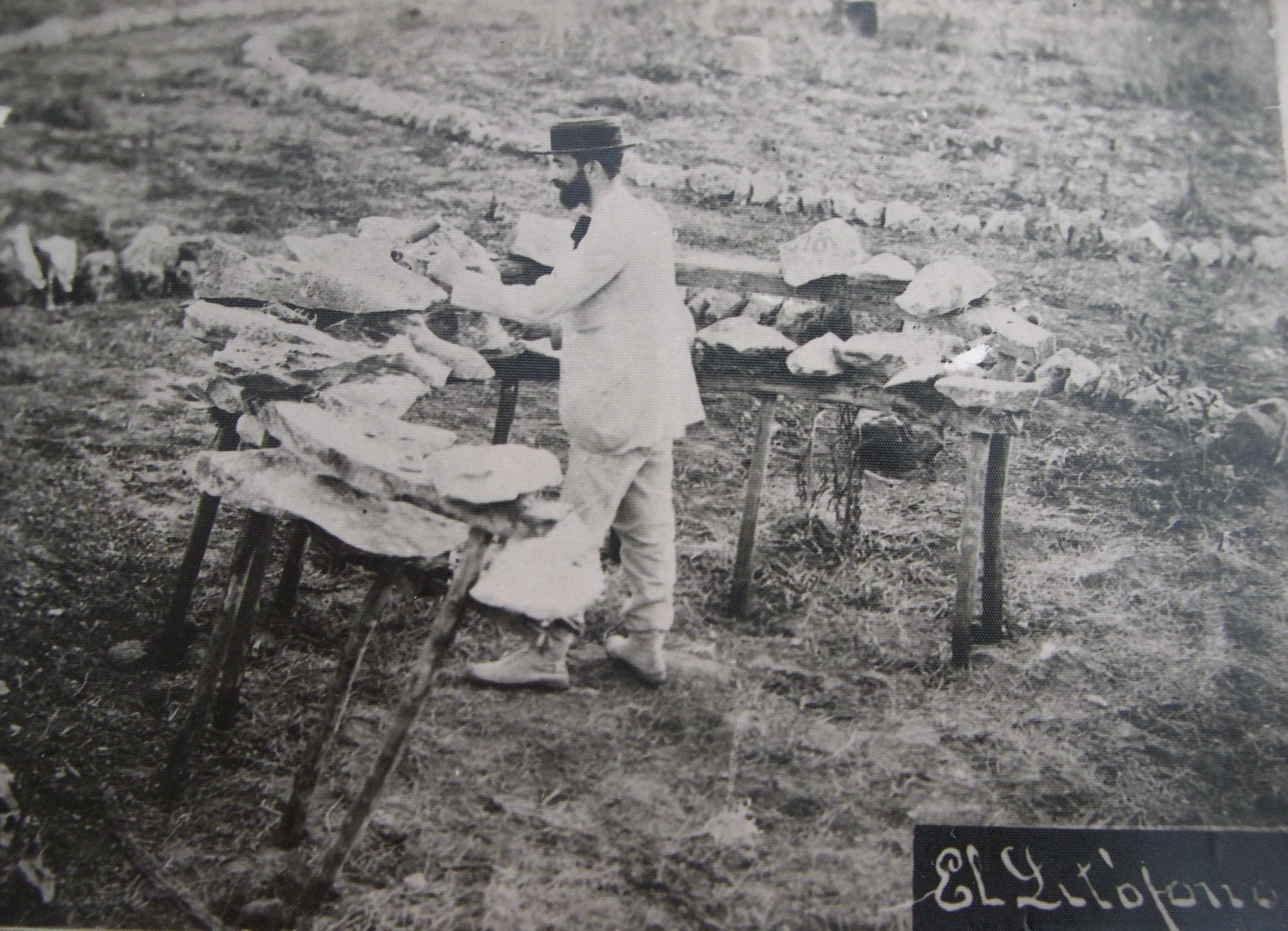
Antoni Roca i Várez tocant el litòfon.

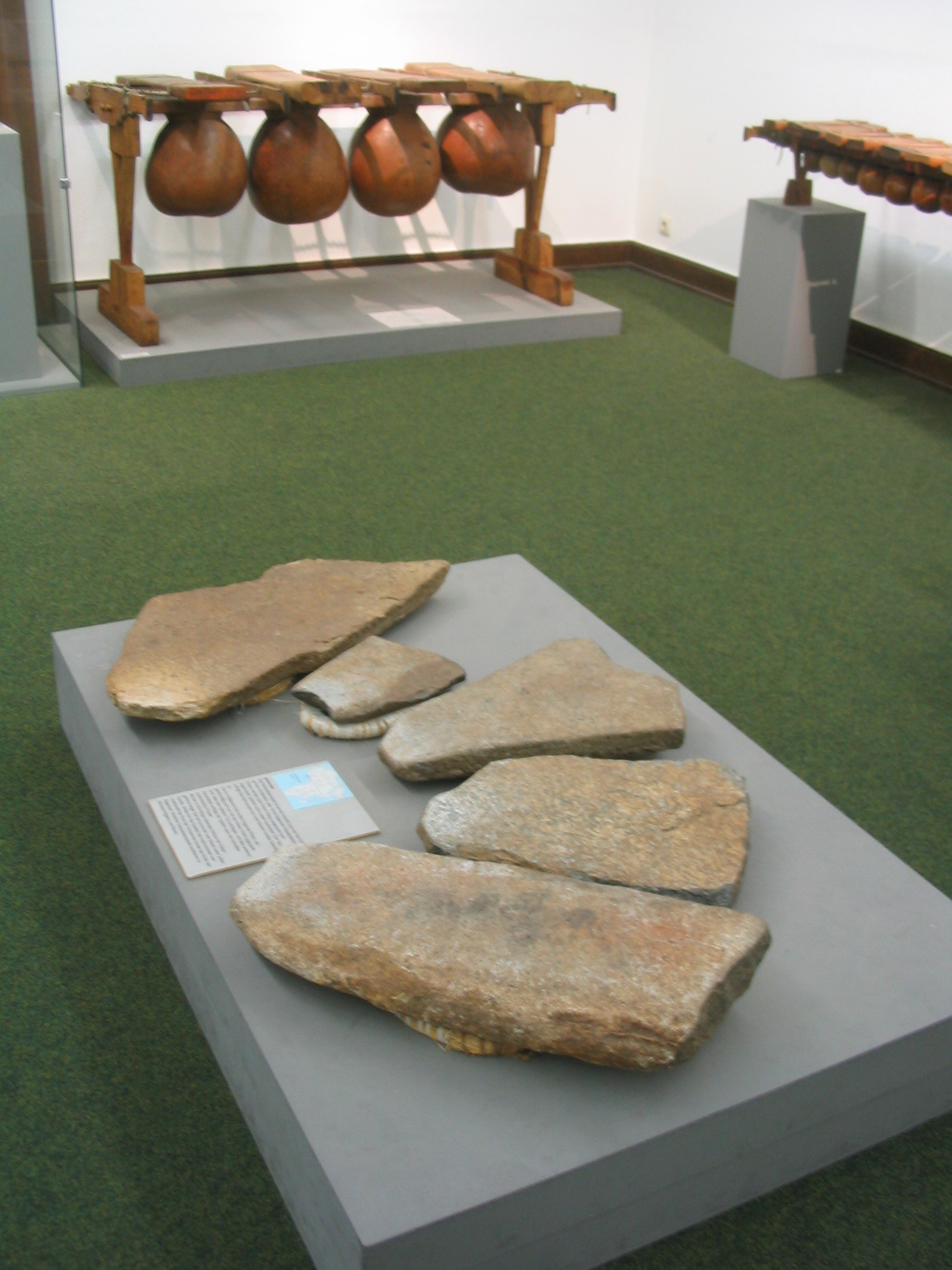
A primer terme, litòfon d'origen africà conservat al Museu d'instruments musicals, de Berlín.

El litòfon és un instrument musical força rudimentari construït a base de pedres, tal com diu la mateixa paraula (lito= pedra, fon= so). A l'antiga cultura xinesa de la dinastia Shang ja es descriuen uns primers instruments fabricats amb pedres. A Europa, hi ha constància d'instruments similars des de mitjans segle xix. A Gran Bretanya, cap al 1785, Peter Crosthwaite, fundador del primer museu públic a Lake District, va crear un instrument similar amb peces de pedra que trobava al riu Greta, a Skiddaw (via Ruskin Rocks), segurament influenciat pels que havia vist viatjant a Àsia, i que més endavant coneixeríem com a litòfons.
Quaranta anys després, Joseph Richardson va construir durant tretze anys en una versió més grossa, i que li va permetre fer una gira europea. Altres van voler copiar l’invent amb aquestes pedres de Skiddaw, com els Abraham Brothers o William Till; l’instrument que feia servir als seus concerts, el Rock Armonicum (ca. 1880) (xilòfon de pedra), el trobem al Metropolitan Museum of Fine Art de Nova York.
A Cuba, els sonores picaven entre si dues pedres de riu, i també a Mèxic tenien les «piedras que cantan». A Togo els kabiye fan música amb la percussió de pedres, o els chokwe d’Angola, que fan sonar unes campanes de pedra anomenades sango, i també la txalaparta basca, i així arreu del món.
També les castanyoles tindrien un origen en les pedres, com les anomenades crusmata, o les que utilitzen els nens, anomenades tarreñas, més rústiques, o les basques (anomenades arxaluak). I encara algunes roques sonores que indiquen els límits d’un santuari, com la Roca de la Salve d'Encamp en relació al santuari de Meritxell, d’Andorra.
A la darreria del segle xix Antoni Roca Várez idea i construeix un litòfon a Menorca. Aquest llicenciat en Filosofia i Lletres natural de Maó, era un apassionat de la música i gaudia de l'anomenada oïda absoluta. Passejant per les seves terres, es va adonar que al colpejar pedres planes de diferent mida i gruix amb un bastó es produïen diferents sons, i així, va sorgir la idea d'ordenar un conjunt de pedres per tal d'aconseguir una escala de sons musicals completa.
Per aconseguir el propòsit, Antoni Roca va haver de retallar, polir o reduir la grandària de les pedres elegides, ordenar-les i col·locar-les damunt d'uns suports especials, i escollir acuradament uns petits martells de determinades condicions amb els quals havia de percudir les pedres.
El primer litòfon era capaç únicament d'emetre els sons de l'escala diatònica, però fent noves proves i investigacions va perfeccionar l'instrument i ampliar-lo perquè fos capaç de donar tots els sons de l'escala cromàtica, la qual cosa el posava en condició de poder executar qualsevol peça musical.

La construcció del litòfon cridà la curiositat de la gent del terme d'Alaior i es té constància d'un escrit que va publicar el diari eque deia: 
Està cridant l'atenció del veïnat un Litòfon que a la seva finca Torrealta té construït el nostre amic D. Antoni Roca. Dit instrument es compon, com el seu nom indica, de pedres que per mitjà de la percussió comuniquen el seu so, el qual es propaga a llarga distància, permetent sentir-se les seves melodies a dos quilòmetres de distància. Està compost de trenta notes i té d'extensió dos octaves i mitja sobresortint entre elles els baixos. Grups de músics i aficionats surten del poble cap a Torrealta incitats per la curiositat de veure i sentir un instrument per primera vegada en les seves vides, havent merescut l'entusiasta aprovació de tothom fins i tot de Mr. Solberg, que procedent dels Estats Units va passar per l'Illa per visitar els seus monuments. Permetins el Sr. Roca la nostra aprovació pel seu original invent molt merescut, per cert, per tan admirable treball.
La curiositat despertada per l'estrany instrument d'Antoni Roca, el va fer decidir a organitzar un concert públic perquè poguessin adonar-se de les possibilitats del litòfon quantes persones ho desitgessin. L'acte, tingué lloc el capvespre de dia 9 d'agost de 1896 al lloc de Llumena Nou, propietat de l'inventor de l'instrument. Posteriorment, l'estiu de 1901, Antoni Roca i Várez va presentar l'instrument a l’Exposició Partenopea de la Ciutat de Nàpols i el dia 20 del mateix mes se li va atorgar el premi de la Medalla d'Or per la invenció d'aquest instrument.